# Villa Mitinac à Smederevo
La villa Mitinac à Smederevo (en serbe cyrillique : Вила Митинац у Смедереву ; en serbe latin : Vila Mitinac u Smederevu) se trouve à Smederevo (quartier de Plavinac), dans le district de Podunavlje, en Serbie. Elle est inscrite sur la liste des monuments culturels protégés de la République de Serbie (identifiant no SK 2020),,,.

## Présentation
La villa Mitinac est située à Plavinac, un quartier de Smederevo, sur une pente dominant la rive droite du Danube, le long de la route qui mène à Belgrade. Elle a été construite en 1900 pour le marchand Dimitrije-Mita Stefanović comme une maison de villégiature familiale au milieu des vignes et des vergers.
Comme la villa est construite sur un terrain en pente, une partie de son rez-de-chaussée est enterré. De plan rectangulaire, elle est constituée d'un rez-de-chaussée et d'un étage. Elle a subi plusieurs modifications qui n'ont pas altéré profondément son apparence d'origine ; en 1925, elle a été dotée d'un grand porche en bois à l'est et une aile résidentielle a été ajoutée au mur nord. Au rez-de-chaussée se trouvent un hall, une cuisine, une salle de bains et une salle de séjour, tandis qu'à l'étage se trouvent un salon, une grande chambre à coucher et trois pièces plus petites.
La façade principale est symétrique ; au rez-de-chaussée, le porche d'entrée cintré est entouré de part et d'autre par une fenêtre elle aussi cintrée. À l'étage se trouvent trois doubles portes cintrées et un balcon en fer forgé.
La variété des éléments architecturaux et, particulièrement, la décoration en plâtre coloré des façades et les éléments en bois de la corniche du toit ainsi que le porche inspiré par les villas suisses distinguent le bâtiment des autres résidences de villégiature voisines. Un modèle possible de la villa peut être la résidence d'été des Obrenović à Plavinac, située à proximité.